# Pacengo
Pacengo ist eine Fraktion der italienischen Gemeinde (comune) Lazise in der Provinz Verona, Region Venetien.

## Geographie
Pacengo liegt etwa auf halbem Wege zwischen Lazise und Peschiera del Garda, die jeweils etwa vier Kilometer entfernt sind, am südlichen Ostufer des Gardasees.

## Geschichte
Die ältesten Funde fand man 100 m von dem Seeufer entfernt in Porto di Pacengo nördlich der Via Porto. Sie stammen aus dem Spät- oder Endneolithikum. Aus der frühen Bronzezeit fand man die Pfahlbausiedlung von Bosca di Pacengo und aus der mittleren Bronzezeit zwei weitere Siedlungen: südlich des Hafens die Pfahlbausiedlung von Porto di Pacengo und etwa 1 km nördlich Bor di Pacengo.
Der Ort wurde erstmals 1004 mit dem Namen Pacingus urkundlich erwähnt, war aber bereits seit den Römern besiedelt, wie archäologische Funde unterlegen. Pacengo ist seit der venezianischen Herrschaft 1405 Teil der Gemeinde Lazise. Im Umfeld der Schlacht im nahen Pastrengo während des Ersten italienischen Unabhängigkeitskrieges am 30. April 1848 wurde Pacengo von sardisch-piemontesischen Truppen besetzt. Nach 1866 fiel der Ort mit dem übrigen Venetien zum Königreich Italien.

## Sehenswürdigkeiten
In der Ortschaft befindet sich die Pfarrkirche San Giovanni Battista, die am Ende des 18. Jahrhunderts im barocken Stil (nach den Plänen des Architekten Leonardo Rossi) an Stelle eines Vorgängerbaus errichtet wurde. Die Altäre der Kirche sind mit Palas von Pio Piatti und Marcantonio Bassetti geschmückt. 
Zudem beherbergt der Ort schöne Gärten, die von den Villen Gemma Brenzoni (18./19. Jahrhundert), Balladoro De Beni (18. Jahrhundert) und Alberti (19. Jahrhundert) umgeben sind. In Pacengo gibt es einen kleinen Yachthafen mit öffentlichem Badestrand und mehrere Campingplätze.
Etwa 1,5 km nördlich des Ortskerns finden sich die Freizeitparks Canevaworld und Movieworld. Südlich liegen in gleicher Entfernung, die allerdings bereits zur Gemeinde Castelnuovo del Garda gehörenden  Freizeitparks Gardaland und Sea-Life.

## Verkehr
Durch den Ort führt die Gardesana Orientale.